# Burg Pfreimd

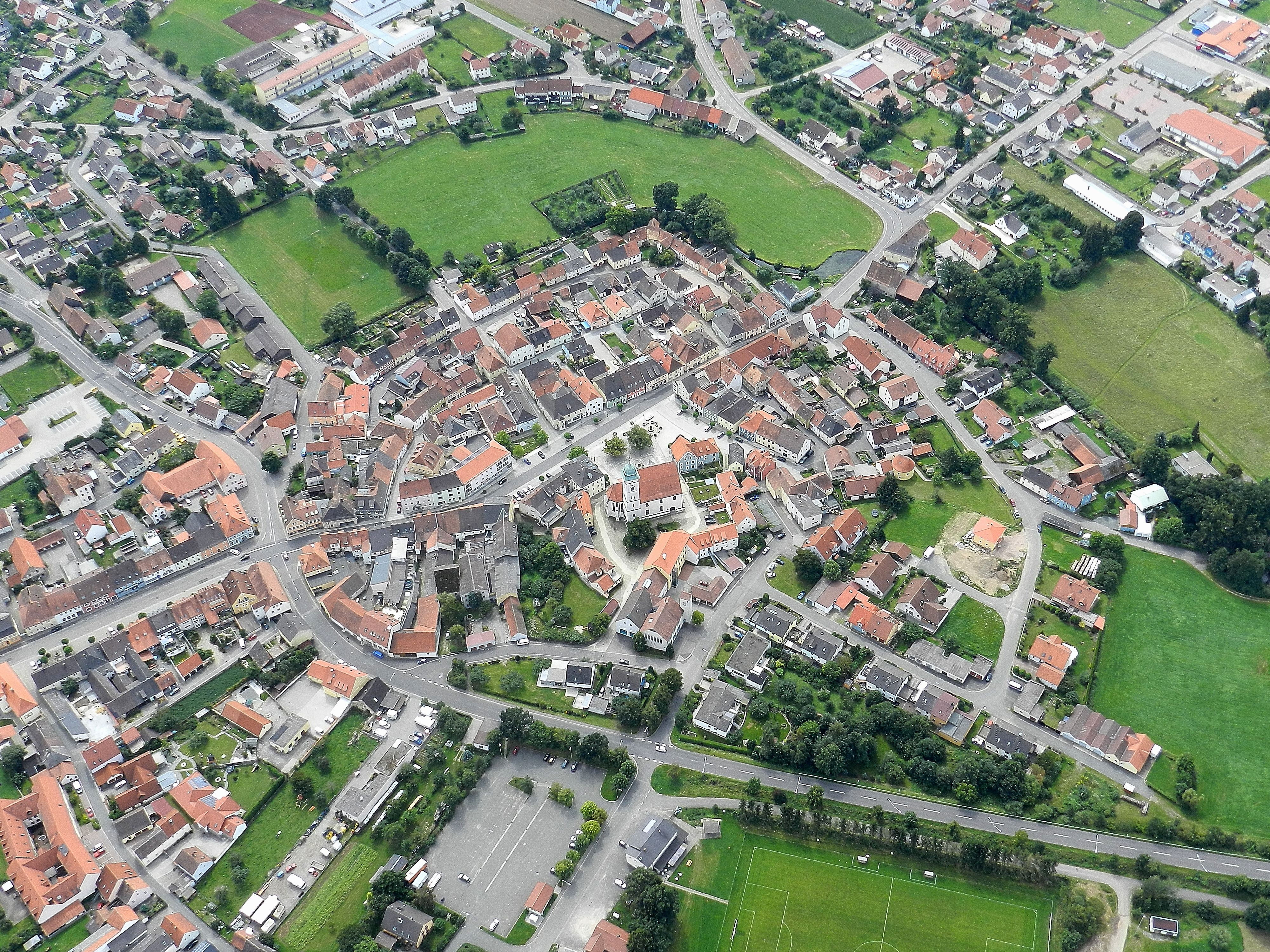
Stadtmitte von Pfreimd

Die abgegangene Burg Pfreimd befand sich in der oberpfälzischen Stadt Pfreimd im Landkreis Schwandorf von Bayern (Schloßhof 11 und 13). Die Anlage wird als Bodendenkmal unter der Aktennummer D-3-6539-0114 im Bayernatlas als „archäologische Befunde und Funde im Bereich des ehemaligen Wasserschlosses, vormals mittelalterliche Niederungsburg und im Bereich der Katholischen Pfarrkirche Mariä Himmelfahrt in Pfreimd, darunter die Spuren von Vorgängerbauten bzw. älteren Bauphasen sowie der aufgelassene historische Ortsfriedhof. Frühmittelalterliche (slawische) Siedlung, wohl mit Befestigung“ geführt.

## Geschichte
Burg und Siedlung Pfreimd entstanden auf einer leichten Erhebung in einer weiten Talniederung an der Pfreimd, die unweit von dem Ort in die Naab mündet. Hier im Naabtal verlief eine Altstraße.
Spätestens seit dem Jahre 1118 ist Pfreimd urkundlich nachweisbar. Schon vor 1156 muss hier eine Burg als Kernstück eines befestigten Ortes existent gewesen sein, da zu diesem Zeitpunkt bereits ein Meginhardus de Phrimede urkundlich greifbar wird. Zudem ist in nicht historisch überprüfbaren Berichten von einem befestigten Hof an dieser Stelle die Rede, der sogar schon im 9. Jahrhundert existiert haben soll. Im Jahre 1216 erfolgte die Abtrennung von der Mutterpfarrei Perschen und das Dorf Pfreimd wird zur eigenen Pfarrei. Die Herren von Rotteneck waren die Stifter des Gotteshauses in Pfreimd. Das Patronatsrecht stand den niederbayerischen Herzögen und ab 1332 den Landgrafen von Leuchtenberg zu. Dass hier eine Wasserburg stand, geht aus einer Urkunde von 1311 hervor (Pfreimd .. ipso fluuio Pfreimd circumdante castrum).

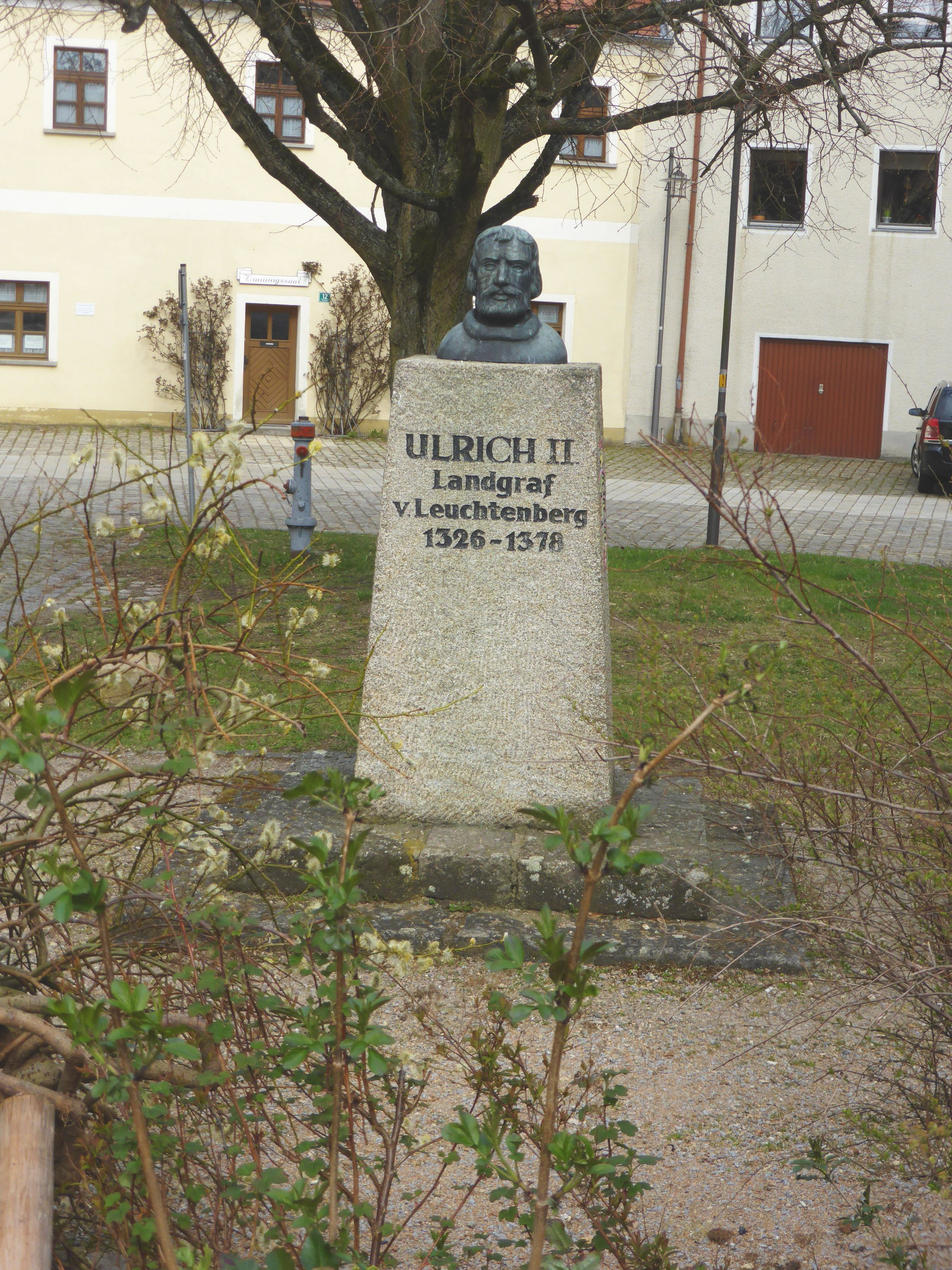
Denkmal für Ulrich II. von Leuchtenberg neben dem Renaissanceschloss Pfreimd

Pfreimd ist im 14. Jahrhundert an die Landgrafschaft Leuchtenberg gekommen. 1322 verpfändeten die niederbayerischen Herzöge Heinrich II., Otto IV. und Heinrich III. (Enkel des Erwerbers von Pfreimd, Heinrich I. Herzog von Niederbayern) ihr Haus zu Pfreimd. Der Landgraf Ulrich I. hat es dann von Konrad von Hohenfels ausgelöst; er sollte nach Übereinkunft mit den Herzögen hier eine Festung erbauen. 1332 überließ Herzog Heinrich III.  dem Landgrafen die Burg als freies Eigen. 1366 trug Ulrich II. von Leuchtenberg die Burg dem Kurfürsten Ruprecht I. zu Lehen auf. Bei der Besitzteilung von 1366 erhielt Landgraf Ulrich II.  die Feste Pfreimd. Die Landgrafen verließen ihren etwa 15 km entfernten Sitz auf der Burg Leuchtenberg und residierten fortan in Pfreimd. Zwischen 1366 und 1372 entstand hier die Stadt Pfreimd, die 1372 als solche belegt ist. Landgraf Ulrich II. befreite 1372 die Bewohner von Pfreimd für die Dauer von sechs Jahren von allen Zöllen und Abgaben, um neue Einwohner anzulocken. Bereits 1399 war die Stadt von einer Mauer umgeben und außerhalb war eine Vorstadt entstanden (die sogenannte Freyung, hier in dem nicht mit einer Ummauerung gesicherten Stadtteil befand sich das Stadtrichteramt in dem Gebäude Freyung 19). Nach 1399 wird Pfreimd aber nur mehr als Markt und ab 1491 wieder als Stadt bezeichnet.
Nach den Zerstörungen in den Hussitenkriegen und nach einem Brand um 1481 erhielt Pfreimd 1497 die Stadtrechte; das Stadtrechtsprivileg stammt von Landgraf Johann IV. Seit 1514 betrieben die Landgrafen eine Münze, die im Schloss untergebracht war. 1517 suchte Landgraf Johann IV.  unter Hinzuziehung seines Pfreimder Richters, des Münzmeisters, eines Pfreimder Bürgers und von Fachleuten aus dem Erzgebirge den Bergbau zu fördern. In der landgräflichen Residenzstadt Pfreimd ist ein Gericht (Stadtgericht) erstmals 1372 erwähnt, wobei dem Landgrafen die Niedergerichtsbarkeit zustand. 1546 verlieh Kurfürst Friedrich II. von der Pfalz dem Landgrafen die Halsgerichtsbarkeit, behielt sich aber im Heidelberger Vertrag die landesherrliche Obrigkeit vor. Im 16. und 17. Jahrhundert wird Pfreimd als Hofmark mit hergebrachtem Malefiz bezeichnet. Daraus ist dann das Stadtgericht Pfreimd hervorgegangen, das bis 1803 Bestand hatte. Danach wurde Pfreimd dem am 19. September 1803 gebildeten Landgericht Nabburg zugeteilt. Pfreimd war um die Wende zum 19. Jahrhundert Sitz des Stadtrichteramts, eines Ungeldamtes und eines Mautamtes.
Der letzte Landgraf war Maximilian Adam, gestorben am 1. November 1646 in Nördlingen. In der Folge wurde mit der reichslehenbaren Landgrafschaft Herzog Albrecht VI. von Bayern von Kaiser Ferdinand III. belehnt. Der Herzog war mit einer Tante des letzten Leuchtenbergers, der Landgräfin Mechthildis von Leuchtenberg, vermählt. 1650 überließ er diese Grafschaft seinem Bruder Kurfürst Maximilian von Bayern im Tausch gegen die Grafschaft Haag. Die Gefälle von Pfreimd wurden separiert nach Amberg eingezogen. Kurfürst Maximilian I. vermachte die Landgrafschaft Leuchtenberg seinem zweitältesten Sohn Maximilian Philipp. Hierbei entstand eine Sekundogenitur der Wittelsbacher. Nach dem Tod von Herzog Maximilian Philipp 1705 zog Kaiser Josef I. Leuchtenberg als Reichslehen ein und unterstellte es der kaiserlichen Administration. Nach der vernichtenden Niederlage von Kurfürst Max Emanuel im Spanischen Erbfolgekrieg wurde 1708 Leopold Mathias Fürst von Lamberg mit Leuchtenberg belehnt. Der pfälzische Kurfürst verlieh dem Fürsten von Lamberg 1709 Pfreimd mit der Landeshoheit. Ihm folgte 1711 sein Vater Franz Josef Fürst von Lamberg, dessen Nachfolger war sein ältester Sohn Franz Anton. Im Frieden von Rastatt wurde Kurfürst Max Emanuel wieder in seine früheren Besitzungen eingesetzt und so kam auch Pfreimd in die Hände des Kurfürsten. Nach dem Tod des Kurfürsten Max III. Josef zog Kaiserin Maria Theresia Leuchtenberg 1777 ein und 1779 wurde damit Kurfürst Karl Theodor belehnt.

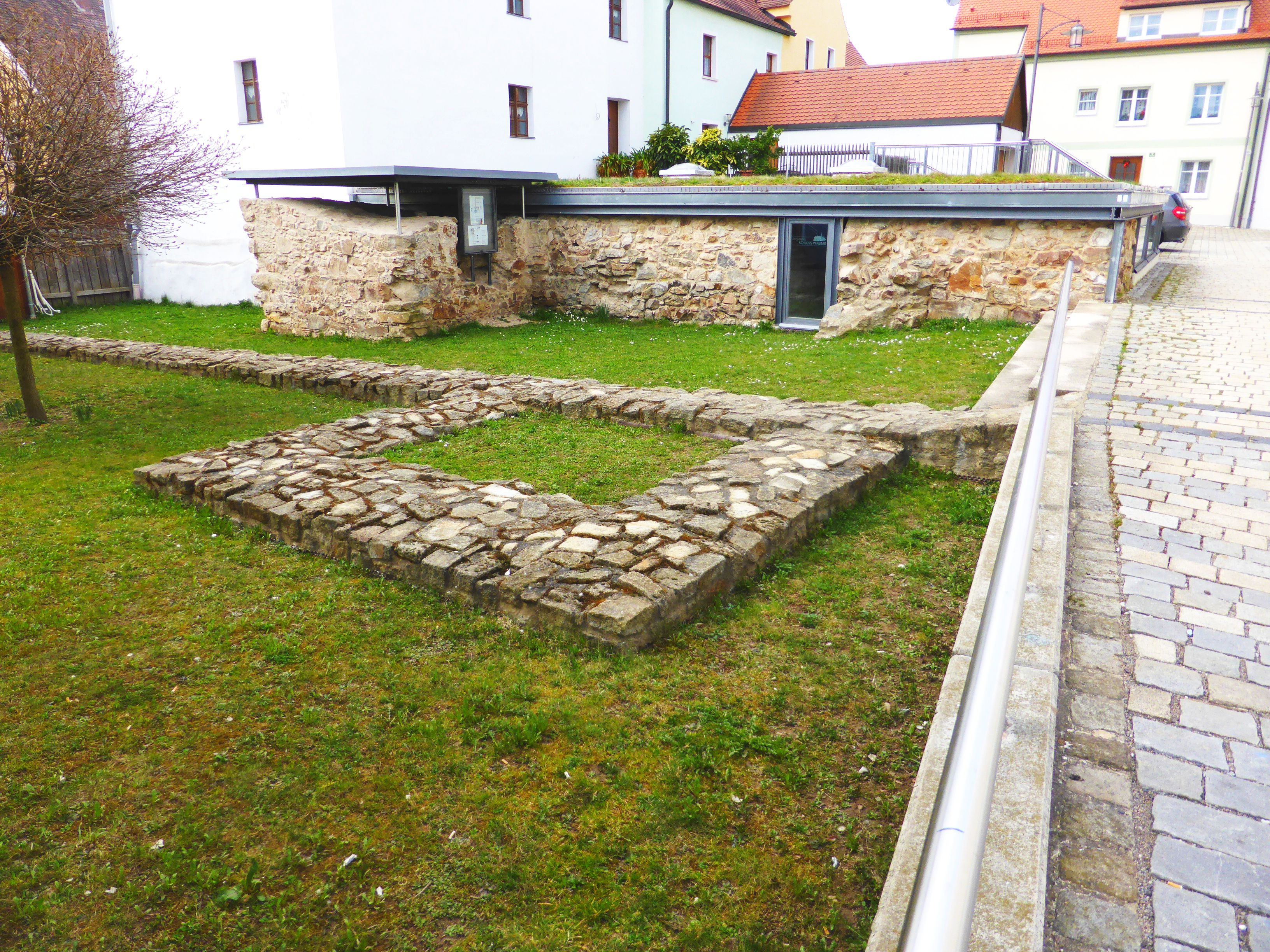
Ausgrabungen Mauerwerk Burg Pfreimd

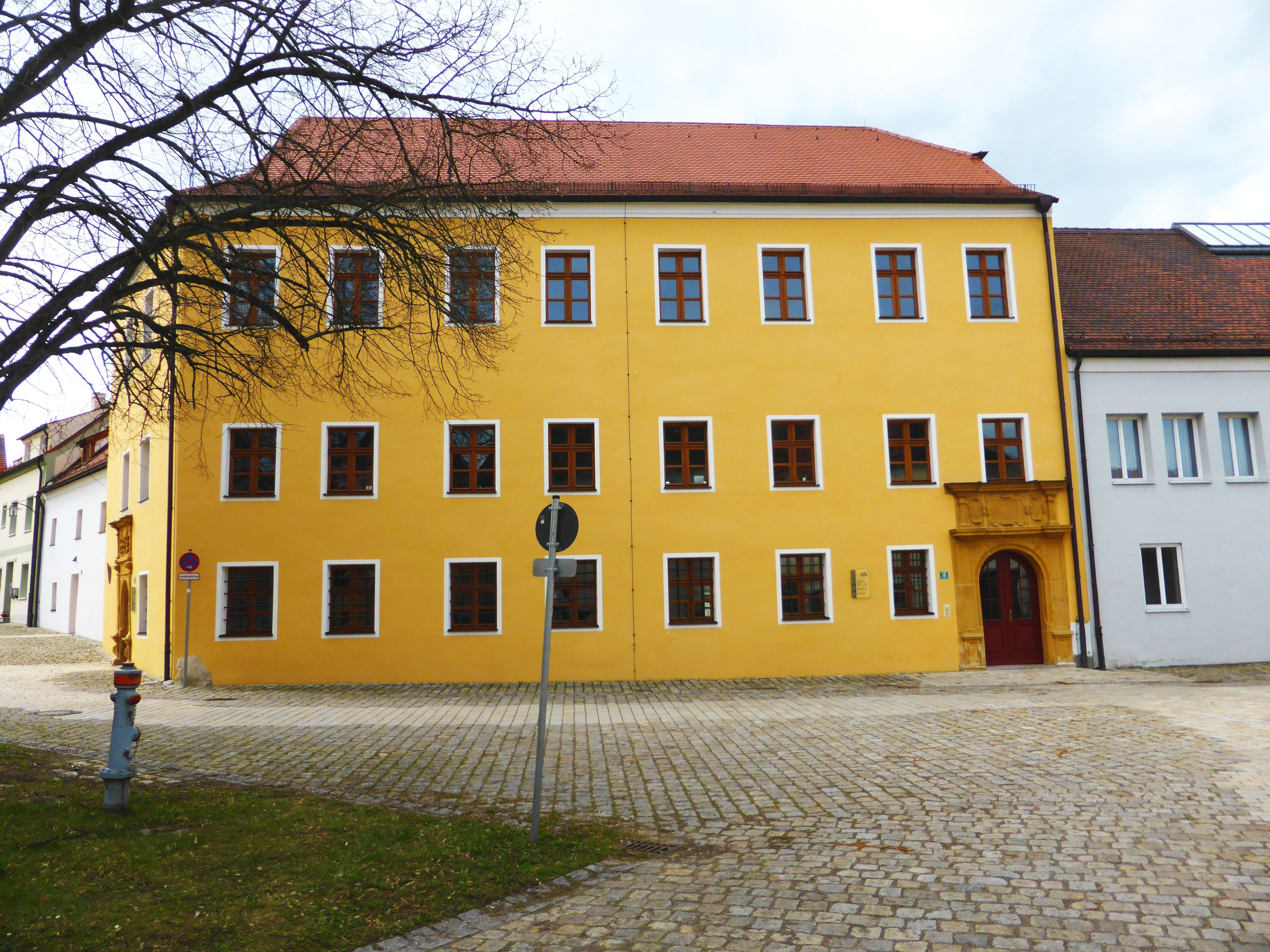
Renaissanceschloss Pfreimd

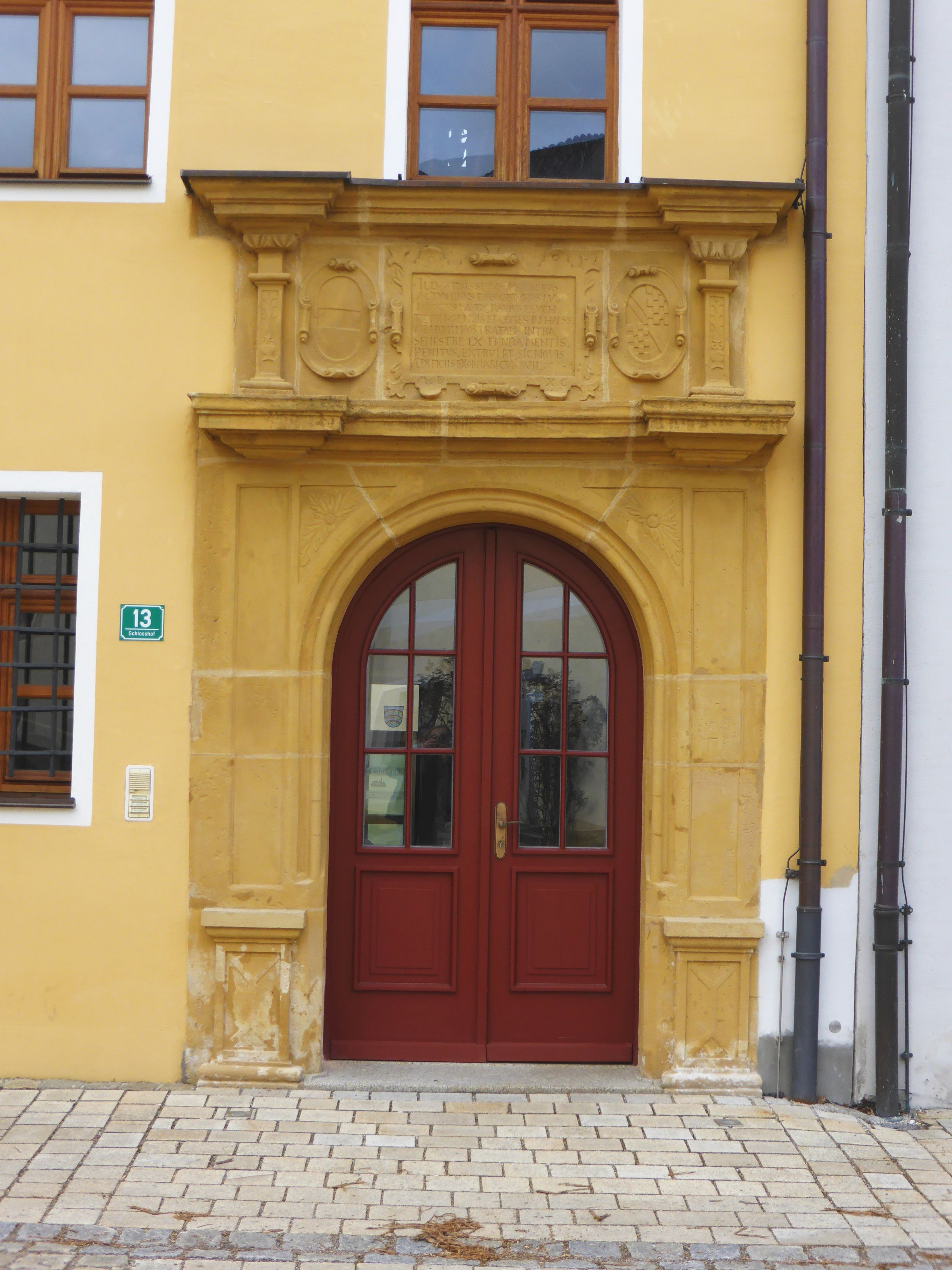
Renaissanceportal zum Schloss Pfreimd

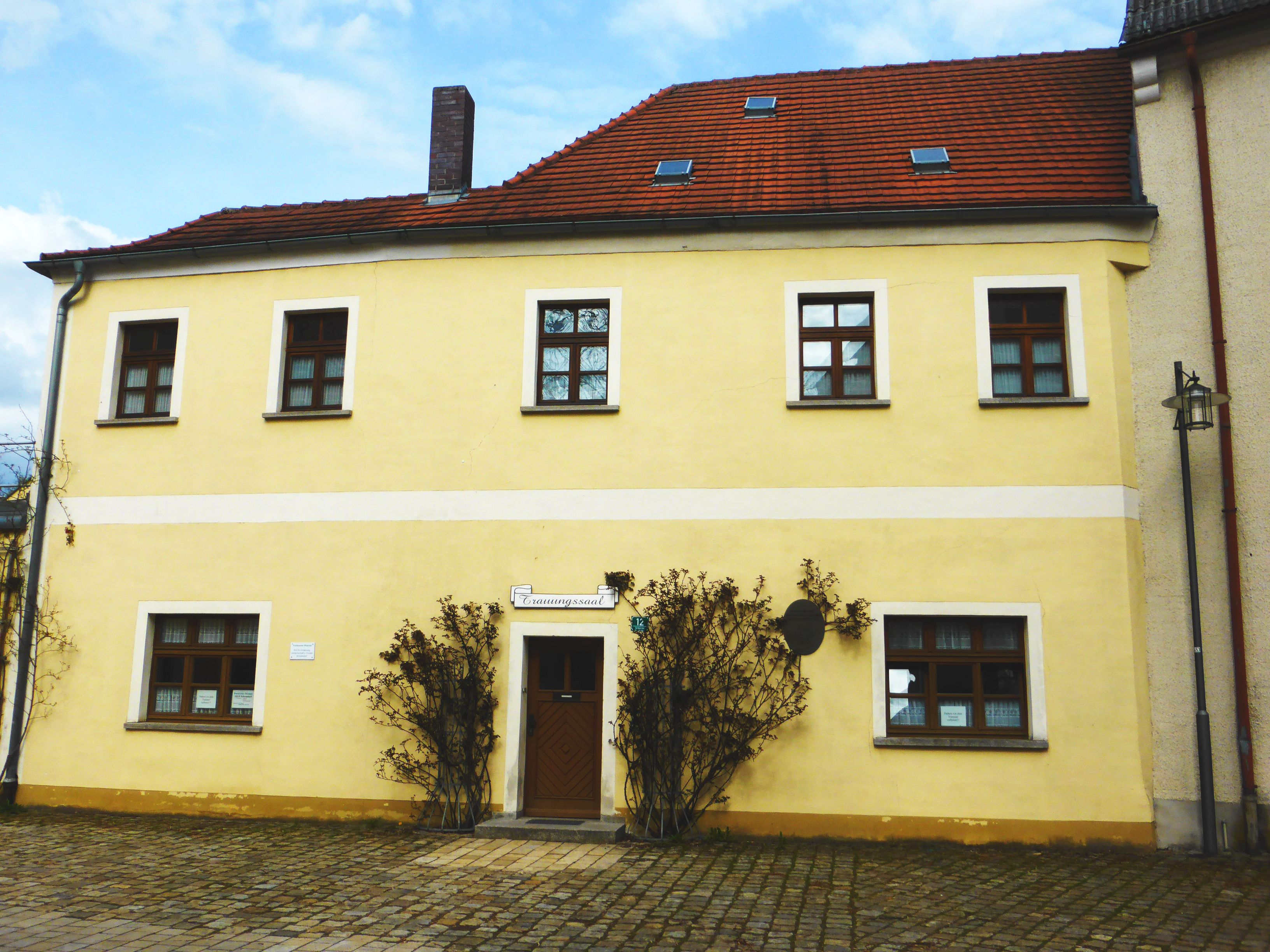
Alte Kanzlei und Marstall des Landgräflich-Leuchtenbergischen Residenzschlosses

## Die Burg zu Pfreimd einst und jetzt
Nach Ausgrabungen westlich der Pfarrkirche ergaben sich Indizien für zwei hölzerne Vorgängerbauten. Der älteste Pfostenbau dürfte nach dem Fundmaterial und einer mittels der C-14-Methode datierten Knochenprobe aus dem 7. Jahrhundert stammen. Nach Planierung entstand an gleicher Stelle ein zweiter Holzbau. Die jüngsten Keramikfunde datieren in das 10. und 11. Jahrhundert. Danach entstand damals hier ein erster Steinbau, der zur Burganlage gehörte. Erhalten ist die Basis eines romanischen Biforienfensters aus dem dritten Viertel des 12. Jahrhunderts. Die Burg war mit einer um 1300 schriftlich überlieferten propugnacula, also einer hölzernen Verteidigungsanlage, befestigt. Im Südosten der Anlage stand ein kleiner quadratischer Turm, dessen Fundament auf Holzpfählen ruhte. Zusammen mit einem zeitgleichen Mauerwerk am erhaltenen Schlosstrakt war er Bestandteil einer Toranlage. Deren Errichtung hängt mit den 1322 urkundlich belegten Baumaßnahmen des Landgrafen Ulrich von Leuchtenberg.
Eine Baubeschreibung des Schlosses ist von 1661 überliefert, dabei werden sechs Wohn- und Funktionsgebäude genannt, ein »Schwarzer Turm«, zwei Treppentürme und ein Schlossgraben mit Zugbrücke. Nach späteren Katasterplänen lässt sich hier eine länglich-ovale Anlage mit einer Ausdehnung von ca. 140 × 200 m erkennen. Die Gebäude waren, unter Einschluss der Pfarrkirche im Südteil, um einen unregelmäßigen Innenhof gruppiert. Die Pfarr- und Schlosskirche diente als Grablege der Leuchtenberger (der älteste erhaltene Grabstein ist der von Landgraf Leopold; † 1463).
Zwischen 1480 und 1520 wurde der mittelalterliche Turm abgerissen und der Graben um einige Meter nach Süden verlegt. Es entstand ein Palas mit 1,9 m starken Mauern und tonnengewölbten Kellern. Im Jahr 1534/35 entschloss man sich zur Errichtung einer Zwinger- oder Böschungsmauer zwischen Graben und Schlossaußenmauer. Einer dieser spätgotischen tonnengewölbten Keller hat sich, ebenso wie Reste der Palaswände, in dem sog. Benefiziatenhaus (Schlosshof 1) erhalten. Die ergrabenen Mauerreste der Schlossanlage wurden nicht wieder verfüllt, sondern sie sind dauerhaft der Öffentlichkeit in Form eines begehbaren archäologischen Untergeschosses zugänglich. In einem der großen Gewölberäume konnte der bauzeitliche Bodenbelag aus Flusskieselsteinen erhalten und ergänzt werden; fehlende Bodenoberflächen wurden mit Vollziegelmaterial belegt.
Auf das zu Beginn des 16. Jahrhunderts entstandene Renaissanceschloss lassen sich heute noch zwei Gebäude zurückführen, das Gebäude Schloßhof 10 (hier findet sich die Jahreszahl 1534) sowie Schloßhof 11/13 im N der Anlage (dieses ist mit zwei Originalportalen der Spätrenaissance mit jeweils leuchtenbergischem und badischem Wappen versehen). Eines der Portale weist eine Bauinschrift Landgraf Georg Ludwigs von 1590 auf. Umbauten am Schloss lassen sich für 1534 (Schloßhof 10) sowie für die 1550er Jahre und für 1583/90 nachweisen. Der Beschreibung von 1661 zufolge bildete der Bau mit den Fürstengemächern, anschließend an die Pfarrkirche, nun den Westflügel der Anlage. Im Norden schloss sich ein Gebäude mit Küche, Speisesaal, Kanzlei und Hofkapelle an. Darauf folgte ein weiteres großes Gebäude mit Funktionsräumen (u. a. Amtszimmer, Registratur und Bibliothek) im ersten und einem großen Festsaal im zweiten Stock. Dieser Trakt wurde 1590 gemäß der Inschrift nach Abbruch der alten Gebäude in kurzer Zeit neu errichtet. Damit war die Umgestaltung des mittelalterlichen Schlosses abgeschlossen.